# Ferdinand Siebigk
Ferdinand Siebigk (né le 8 février 1823 à Dessau et mort le 8 mai 1886 à Zerbst) est un fonctionnaire ducal d'Anhalt.

## Biographie
La mère de Siebigk meurt peu de temps après sa naissance et lorsque son père, le conseiller du tribunal régional Friedrich Siebigk, meurt à son tour en 1837, le général August Ludwig Stockmarr (de) devient son mentor. Encouragé par ce dernier, Siebigk rejoint le contingent fédéral de Dessau en 1841 et est promu sous-lieutenant l'année suivante. En tant que tel, il étudie à l'Académie de guerre prussienne de Berlin et y étudie jusqu'au printemps 1848. En ces temps politiquement agités, tous les officiers sont renvoyés dans leurs garnisons le 18 mars 1848 afin d'être préparés à toute escalade.
À la fin de 1848, Siebigk est promu lieutenant et, à ce titre, participe également à la première guerre de Schleswig. En 1851, Siebigk passe à la vie civile et quatre ans plus tard, il est promu capitaine.
Au cours des années suivantes, la carrière de Siebigk le mène à travers diverses administrations financières. Il peut gravir les échelons de conseiller financier à chef de l'administration de la fidéicommis de la famille ducale. Parallèlement, il gère les archives familiales de Dessau avec le rang de conseiller aux archives. Jusqu'à sa mort, il fut également le responsable de la succession du prince Frédéric-Auguste d'Anhalt-Dessau jusqu'à sa mort. En 1871, après la mort de son employeur, le duc Léopold IV, Siebigk rassemble toutes les archives dispersées dans le château de Zerbst (de) et les placent sous sa propre administration. Il est soutenu dans ce projet par le ministre Alfred von Larisch.
Ferdinand Siebigk meurt à l'âge de 63 ans le 8 mai 1886 à Zerbst et est enterré dans sa ville natale de Dessau.
En 1870, il épouse Franziska von Pape (1838-1904), la fille du lieutenant général prussien Wilhelm von Pape (de).

## Travaux (sélection)
en tant qu'auteur
- Das anhaltische Reichscontingent in den Türkenkriegen von 1684–1689. Ein Beitrag zur Geschichte des anhaltischen Militärs aus archivalischen Quellen. Baumgarten, Dessau 1854.
- Ein Bild aus Dessaus Vergangenheit. Ein Vortrag. Verlag A. Desbarats, Dessau 1864.
- Catharina der Zweiten Brautreise nach Rußland 1744/45. Ein historische Skizze. Verlag A. Desbarats, Dessau 1873.

en tant qu'éditeur
- Leopold I.: Autobiographie. Dessau 1860.
- Heinrich Lindner: Geschichte und Beschreibung des Landes Anhalt. Historisch, geographisch und statistisch dargestellt. Fliegenkopf-Verlag, Halle 1991 (4 Bde., Nachdr. d. Ausg. 1833).